# Bexley North, New South Wales
Bexley North este o suburbie în Sydney, Australia.